# Pablo (exarca)
Pablo (en latín, Paulus) fue el exarca de Rávena desde 723 a 727. De acuerdo con John Julius Norwich, la persona tradicionalmente reconocida como el primer dux de Venecia, Paolo Lucio Anafesto, era, en realidad, el exarca Pablo. Por otra parte, el magister militum de Pablo tenía el mismo nombre que el supuesto sucesor del dux, Marcello Tegalliano, poniendo también en duda la autenticidad de este otro personaje.
En 727, el exarcado de Rávena se rebeló contra la imposición imperial de iconoclasia del emperador León III (r. 717-741). Los ejércitos de Rávena y la Pentápolis se amotinaron, denunciando tanto al exarca Pablo como al emperador, y derrocaron a aquellos oficiales que permanecieron leales. Pablo recuperó las fuerzas leales y trató de restablecer el orden, pero fue asesinado. Los ejércitos discutieron si debían elegir a su propio emperador y marchar sobre Constantinopla, pero cuando buscaron el consejo del papa Gregorio II, este les disuadió de actuar contra el emperador bizantino.